# Дейк-эн-Вард
Дейк-эн-Вард (нидерл. Dijk en Waard) — община в нидерландской провинции Северная Голландия. Расположена к северу от Амстердама. Площадь общины — 67,02 км², из них 62,09 км² составляет суша. Население по данным на 31 января 2023 года — 89 087 человек. Средняя плотность населения — 1435 чел/км².
1 января 2022 года Лангедейк объединился с общиной Херхюговард в общину Дейк-эн-Вард.

## География

### Населённые пункты в общине
Город:
- Херхюговард

Сёла:
- Брук-оп-Лангедейк
- Де-Норд
- Аудкарспел
- Курдейк
- Норд-Схарвауде
- Синт-Панкрас
- Венхёйзен
- Верлат
- Зёйд-Схарвауде